# Pauline Puppel
Pauline Puppel (* 1971 in Hagen) ist eine Historikerin mit dem Forschungsschwerpunkt in Frauen- und Geschlechtergeschichte sowie Archivarin am Geheimen Staatsarchiv Preußischer Kulturbesitz.

## Ausbildung
Pauline Puppel studierte nach dem Abitur in Iserlohn an der Philipps-Universität Marburg und der Sorbonne in Paris Geschichte, Germanistik und Romanistik. Ihre Schwerpunkte waren Verfassungsgeschichte und Geschlechtergeschichte.

## Beruflicher Werdegang
Pauline Puppel arbeitete von 1998 bis 2004 als wissenschaftliche Mitarbeiterin von Heide Wunder am Lehrstuhl für Sozial- und Verfassungsgeschichte der Frühen Neuzeit an der Universität Kassel. Sie wurde mit ihrer Dissertation Die Regentin. Vormundschaftliche Herrschaft in Hessen 1500–1700 von Heide Wunder und Barbara Stollberg-Rilinger promoviert.
Die archivischen Stationen im Werdegang von Pauline Puppel waren das Archivreferendariat 2004–2006 am Landeshauptarchiv Koblenz in Rheinland-Pfalz, wo sie anschließend ein Jahr als wissenschaftliche Archivarin angestellt war. Für die Zeit von 2007 bis 2011 wechselte sie an das Hessische Hauptstaatsarchiv in Wiesbaden. Seit 2011 arbeitet sie im Geheimen Staatsarchiv Preußischer Kulturbesitz in Berlin. Im Geheimen Staatsarchiv Preußischer Kulturbesitz ist sie auch für die Betreuung der Praktika und die Berufsausbildung der Archivare zuständig.
In ihren historischen Forschungen steht die Rolle von Frauen in der Frühen Neuzeit oft im Fokus.

## Weitere Engagements
Pauline Puppel ist Mitglied der Historischen Kommission für Hessen, der Historischen Kommission zu Berlin e.V. und des AK Frauen- und Geschlechtergeschichte, deren Regionalkoordinatorin Hessen sie von 1999 bis 2004 war.
Pauline Puppel ist Vorsitzende des Fördervereins der Otto-von-Bismarck-Stiftung.
Im CDU-Ortsverband Aumühle gehört sie als Beisitzerin dem Vorstand, ab Mai 2025 als Nachrückerin auch der Gemeindevertretung an.
Von 2020 bis 2022 war sie Präsidentin des Zonta Club Aumühle-Sachsenwald e. V. und zuvor bereits Mitglied des Vorstands. Im Biennium 2024 bis 2026 ist sie Secretary der Zonta Area 03 im District 27.
Weiter gehörte sie dem Vorstand der Volkshochschule Aumühle-Wohltorf an.

## Veröffentlichungen

### Monographien
- Die Regentin. Vormundschaftliche Herrschaft in Hessen 1500–1700 = Geschichte und Geschlechter 43. Diss. Kassel 2003. Campus, Frankfurt 2004. ISBN 978-3-593-37480-2
- Überlegungen zur Archivierung elektronisch signierter Dokumente. Der elektronische Rechtsverkehr in der Fachgerichtsbarkeit von Rheinland-Pfalz = Landesarchivverwaltung Rheinland-Pfalz und Landesarchiv Saarbrücken (Hg.): Unsere Archive. Beiheft 2. Landesarchivverwaltung Rheinland-Pfalz, Koblenz 2007. ISBN 978-3-931014-72-8

### Aufsätze
- Zusammen mit Stephan Buchholz: Zur Rechtsstellung der Katharina von Bora. In: Martin Treu (Hg.): Katharina von Bora. Die Lutherin, Aufsätze anlässlich ihres 500. Geburtstages. Stiftung Luthergedenkstätten in Sachsen-Anhalt, Wittenberg 1999. ISBN 978-3-933028-19-8, S. 33–51.
- Formen von Witwenherrschaft: Anna von Hessen 1485–1525. In: Martina Schattkowsky (Hg.): Witwenschaft in der Frühen Neuzeit. Fürstliche und adlige Witwen zwischen Fremd- und Selbstbestimmung = Schriften zur sächsischen Geschichte und Volkskunde 6. Leipziger Universitäts-Verlag, Leipzig 2003. ISBN 978-3-936522-79-2, S. 139–161.
- Reichsgerichtsakten als Quelle: Frauen. In: Siegrid Westphal, Eva Ortlieb, Anette Baumann in Verbindung mit dem Netzwerk Reichsgerichtsbarkeit (Hg.): Zeitenblicke. Online-Journal für die Geschichtswissenschaften 3 (2004).
- Gynaecocratie: Herrschaft hochadeliger Frauen in der Frühen Neuzeit. In: Geschlechterstreit am Beginn der Moderne. Die Querelle des Femmes = Gisela Engel, Friederike Hassauer, Brita Rang und Heide Wunder (Hg.): Kulturwissenschaftliche Gender Studies 6. Helmer, Königstein/Taunus 2004. ISBN 978-3-89741-170-8, S. 152–165.
- „Virilibus curis feminarum vitia exuerant.“Zur Konstruktion der Ausnahme. In: Jens Flemming, Pauline Puppel u. a.: Lesarten der Geschichte. Ländliche Ordnungen und Geschlechterverhältnisse. Festschrift für Heide Wunder zum 65. Geburtstag = Kasseler Semesterbücher, Studia Casselana 14. Kassel University Press, Kassel 2004. ISBN 978-3-89958-030-3, S. 356–376.
- „Das kint ist mein und gehet mir zu hertzen.“ Die Mutter: Landgräfin Anna von Hessen, Herzogin von Mecklenburg (1485–1525). In: Heide Wunder (Hg.): Landgraf Philipp von Hessen und seine Residenz Kassel. Ergebnisse des interdisziplinären Symposiums der Universität Kassel zum 500. Geburtstag des Landgrafen Philipp von Hessen (17. bis 18. Juni 2004) = Veröffentlichungen der Historischen Kommission für Hessen 24,8. Elwert, Marburg 2004, S. 45–56.
- Recht gegen Gewalt: Die Auseinandersetzung um die vormundschaftliche Regentschaft in Hessen-Homburg 1751–1766. In: Siegrid Westphal (Hg.): In eigener Sache. Frauen vor den höchsten Gerichten des Alten Reichs. Böhlau, Köln 2005. ISBN 978-3-412-17905-2, S. 219–244.
- Handlungsspielräume von Regentinnen. Marie von England, Landgräfin von Hessen-Kassel, Regentin von Hanau (1723–1772, reg. 1760–1764). In: Julia Frindte und Siegrid Westphal (Hg.): Handlungsspielräume von Frauen um 1800. Winter, Heidelberg 2005. ISBN 978-3-8253-5027-7, S. 271–292.
- Der junge Philipp von Hessen. In: ZHG 110 (2005), S. 49–62.
- Zusammen mit Björn Onken: Innenansichten. Die Briefe der Liselotte von der Pfalz in Unterrichtseinheiten zum Absolutismus. In: Markus Bernhardt, Gerd Henke-Bockschatz und Michael Sauer (Hg.): Bilder – Wahrnehmungen – Konstruktionen. Reflexionen über Geschichte und historisches Lernen. FS für Ulrich Mayer zum 65. Geburtstag. Wochenschau-Verlag, Schwalbach/Taunus 2006. ISBN 978-3-89974-155-1, S. 229–241.
- „Retterin Hessens“ oder „Schwester der Gorgo“ ? Landgräfin Amelie Elisabeth und die Hessische Ritterschaft. In: Hessisches Jahrbuch für Landesgeschichte 57 (2007), S. 99–125.
- „Mon mari“ – „Ma chère femme“. Fürstäbtissin Maria Kunigunde von Essen und Erzbischof Clemens Wenzeslaus von Trier. In: Koblenzer Beiträge zur Geschichte und Kultur N.F. 15/16 (2008), S. 43–66.
- Der Traum einer jeden Schwiegermutter. Prinz Lebrecht von Anhalt-Bernburg und Gräfin Elisabeth Charlotte von Nassau-Dillenburg. In: Katrin Keller: Gynäkokratie. Frauen und Politik in der höfischen Gesellschaft der Frühen Neuzeit = Zeitenblicke 8, 2 (2009).
- „Wenn die Weiber führen das Regiment, so nimmt es selten ein gut End.“ Anmerkungen zu rechtlichen Grundlagen und Rezeption weiblicher Herrschaft. In: Simone Buckreus und Mareike Menne (Hg.): Eine andere Dialektik der Aufklärung. Zur Rezeption weiblicher Herrschaft in der Frühmoderne. Bielefeld 2009
- Kopfregest und Kennzahl. Urkundenverzeichnung im 21. Jahrhundert. In: Quellenarbeit und Schriftgutverwaltung. Historische Hilfswissenschaften im Kontext archivischer Aufgaben = Beiträge zum 12. Archivwissenschaftlichen Kolloquium der Archivschule Marburg = Karsten Uhde (Hg.): Veröffentlichungen der Archivschule Marburg 48 (2009), S. 25–38.
- Making History. Überlieferungsbildung und Geschichtsschreibung. In: Dagmar Bussiek und Simona Göbel: Kultur, Politik und Öffentlichkeit. Festschrift für Jens Flemming. Kassel University Press, Kassel 2009. ISBN 978-3-89958-688-6, S. 620–634.
- „… kein mitregierung zugleich darbey“. Das Ende der vormundschaftlichen Regentschaft in Hanau-Münzenberg 1626–1631, in: Pars pro toto. Historische Miniaturen zum 75. Geburtstag von Heide Wunder, hg. von Andrea Pühringer und Alexander Jendorff, Neustadt an der Aisch 2014, S. 337–348.
- „Die Dame Gallia bezahlt ihren Ärzten die Rechnung.“ Kreditwürdigkeit, Kriegsentschädigung und kulturelles Erbe in Preußen. In: Thomas Just, Wolfgang Maderthaner und Helene Maimann: Die Erfindung Europas. Der Wiener Kongress. Gerold, Wien 2014. ISBN 978-3-900812-52-2, S. 392–409.
- Die „Heranziehung und Ausbildung des archivalischen Nachwuchses“. Die Ausbildung am Institut für Archivwissenschaft und geschichtswissenschaftliche Fortbildung in Berlin-Dahlem (1930–1945) . In: Archivarbeit im und für den Nationalsozialismus. Die preußischen Staatsarchive vor und nach dem Machtwechsel von 1933 = Sven Kriese (Hg.): Veröffentlichungen aus den Archiven Preußischer Kulturbesitz. Forschungen 12, Berlin 2015, S. 335–370.
- Das Prinzip der Subsidiarität. Die Herrschaft der verwitweten Fürstinnen von Nassau-Diez(-Oranien). In: Ulrike Ilg (Hg.): Fürstliche Witwen in der Frühen Neuzeit. Zur Kunst- und Kulturgeschichte eines Standes. Imhof, Petersberg 2015. ISBN 978-3-86568-853-8, S. 14–26.
- Die „Principalin“. Herzogin Anna von Preußen (1576–1625), Kurfürstin von Brandenburg und Erbin von Jülich-Kleve-Berg. In: Monika Schneikart und Dirk Schleinert (Hg.): Zwischen ThronSaal und FrawenZimmer. Handlungsfelder pommerscher Fürstinnen um 1600 = Veröffentlichungen der Historischen Kommission für Pommern, Reihe V, Bd. 50. Böhlau, Köln 2017. ISBN 978-3-412-50675-9, S. 295–333.
- „Aber der schrecklichste der Schrecken ist die Wissenschaftlichkeit der Weiber“. Zu den Anfängen des Frauenstudiums in Preußen. In: Forschungen zur Brandenburgischen und Preußischen Geschichte N.F. 29 (2019), S. 147–168.
- Diplomaten und Damen. Ehefrauen von Diplomaten am Beispiel der Johanna von Puttkamer. In: Ingeborg Schnelling-Reinicke und Susanne Brockfeld (Hg.): Karrieren in Preußen. Frauen in Männerdomänen. In: Forschungen zur Brandenburgischen und Preußischen Geschichte N.F., Beiheft 15. Berlin 2020, S. 305–349.
- „Der einzige Mann am oranischen Hof“. Wilhelmina von Preußen. Erbstatthalterin und Diplomatin. In: Siegrid Westphal und Stephanie Freyer (Hg.): Wissen und Strategien frühneuzeitlicher Diplomatie = Bibliothek Altes Reich 27. De Gruyter Oldenbourg, Berlin 2020. ISBN 978-3-11-062186-0, S. 213–248.
- „da man kein Exempel weiß, daß jemahlen eine Dame zur Regierung kommen wäre“. Hohenzollerinnen als Regentinnen im Herzogtum Württemberg. In: Forschungen zur Brandenburgischen und Preußischen Geschichte N.F. 31 (2021), S. 1–22.
- Zusammen mit Jonas Springer: Aus der Praxis im Geheimen. Die Berufspraktischen Studien im GStA PK. In: Berliner Archivrundschau 2 (2022), S. 26–29.[16]
- Wie kommt dieser Adler auf den Giebel? In: Berliner Archivrundschau 1 (2024), S. 50–51.[17]
- Kolonialpolitik im Spiegel der Archivalien des Geheimen Staatsarchivs PK. In: Berliner Archivrundschau 2 (2024), S. 25–31.[18]
- 1772 - 1945 - 1983: Seehandlung/Staatsbank - Altbank - Stiftung. In: SPK Magazin Mai 2025, online[19]

### Herausgeberschaft
- zusammen mit Jens Flemming, Werner Troßbach, Christina Vanja und Ortrud Wörner-Heil: Lesarten der Geschichte. Ländliche Ordnungen und Geschlechterverhältnisse. Festschrift für Heide Wunder zum 65. Geburtstag = Kasseler Semesterbücher, Studia Casselana 14. Kassel University Press, Kassel 2004. ISBN 978-3-89958-030-3